# Voie de l'alpha-aminoadipate
La voie de l'α-aminoadipate est une voie métabolique de biosynthèse de la L-lysine, un acide aminé protéinogène. Chez les eucaryotes, cette voie est spécifique des champignons supérieurs (qui contiennent de la chitine dans leur paroi cellulaire) et chez les euglénophytes. Elle a été également décrite chez les bactéries du genre Thermus.
L'homocitrate est produit à partir d'acétyl-CoA et d'α-cétoglutarate par l'homocitrate synthase. Il est ensuite converti en homoaconitate par l'homoaconitate hydratase puis en homoisocitrate par l'homoisocitrate déshydrogénase. Un atome d'azote est introduit à partir du glutamate par l'aminoadipate aminotransférase pour former l'α-aminoadipate, qui a donné son nom à cette voie métabolique particulière. Celui-ci est alors réduit en semialdéhyde par l'aminoadipate réductase et un intermédiaire acyle-enzyme. La réaction avec le glutamate sous l'effet d'une catégorie de saccharopine déshydrogénase donne de la saccharopine, qui est ensuite clivée par une autre saccharopine déshydrogénase pour former de la lysine et du cétoglutarate.